# Table d'harmonie

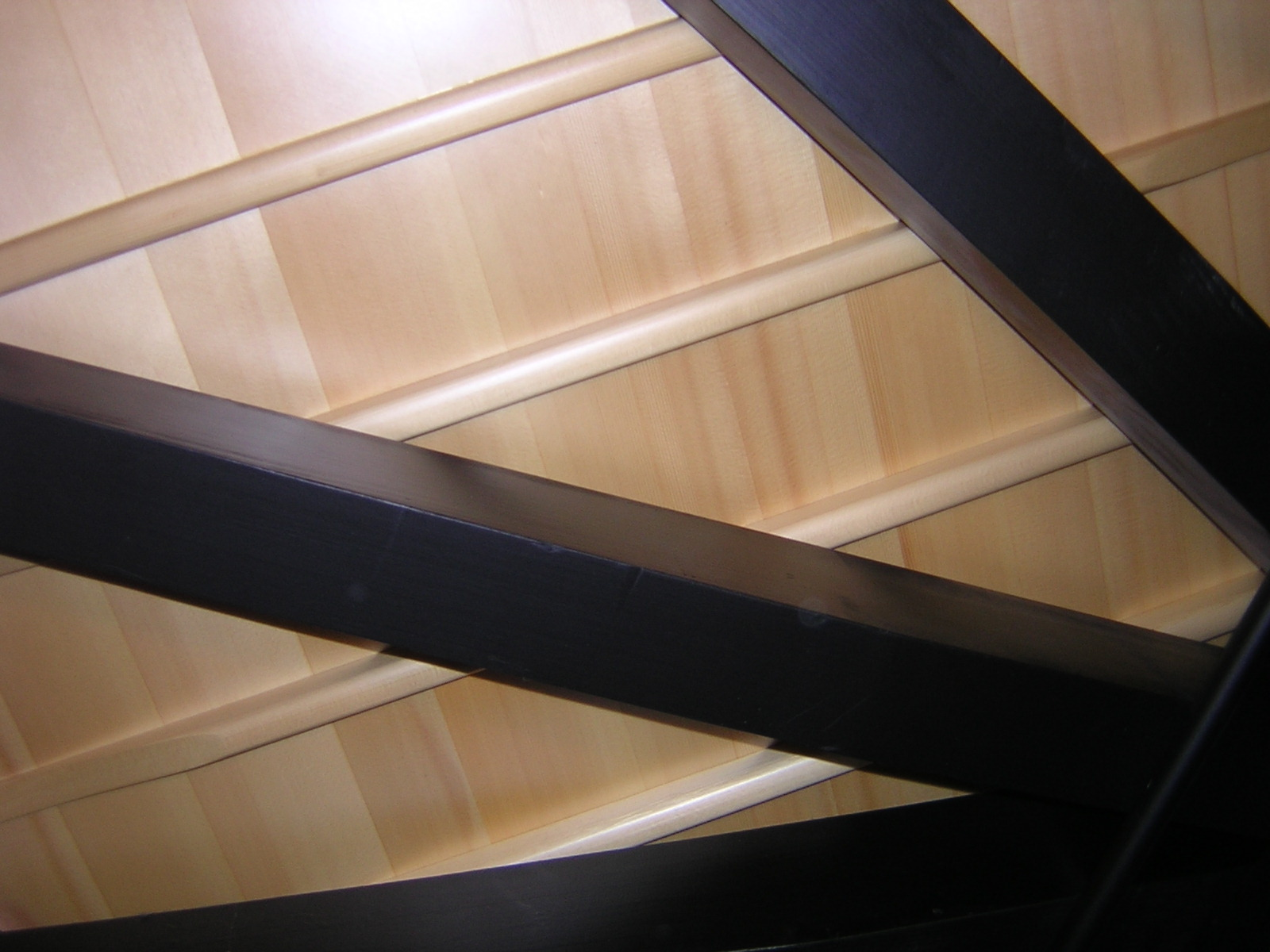
Piano : la table d'harmonie vue de dessous, surplombant le barrage.

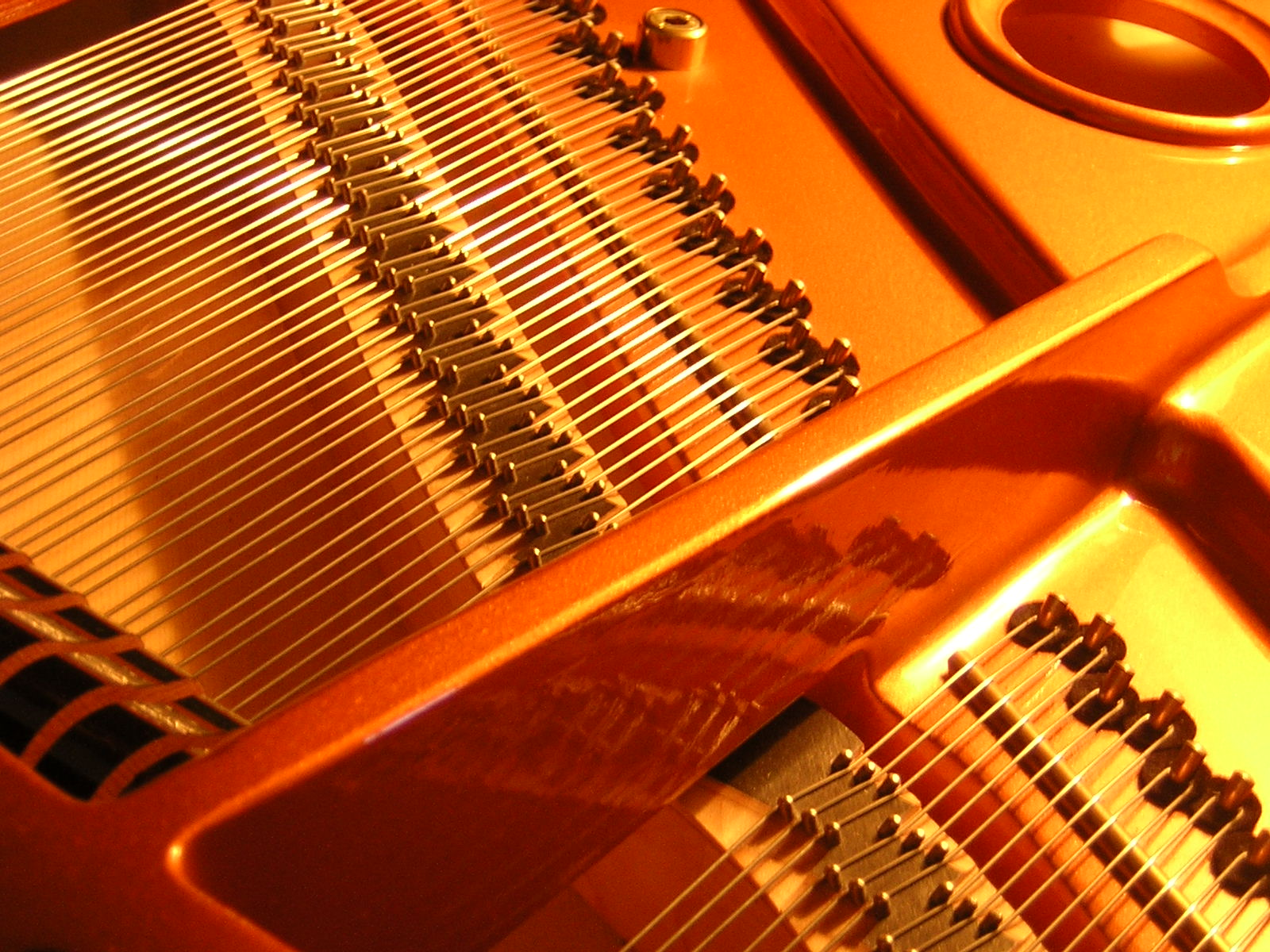
Piano : la table d'harmonie du piano à queue est sous les cordes. Le chevalet est la pièce de bois située juste avant l'accroche des cordes, et sur laquelle les cordes font un S entre deux pointes.

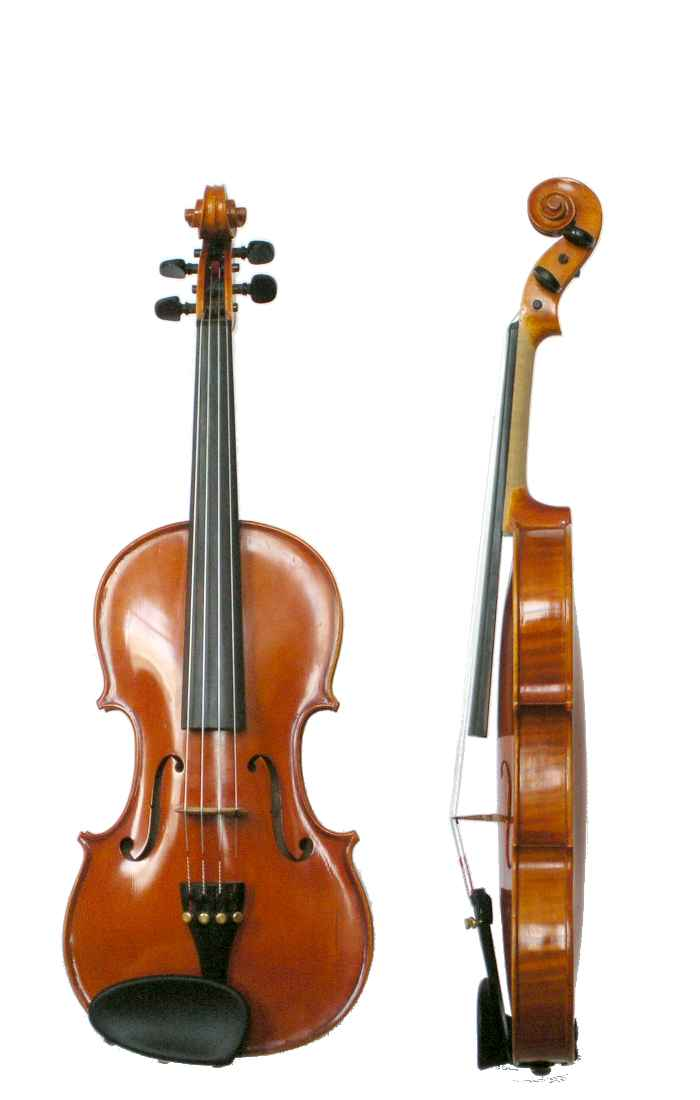
Violon : on voit très bien l'angulation des cordes qui permet la transmission de la vibration des cordes à la table.

La table d'harmonie est la partie de l'instrument de musique à cordes qui reçoit la vibration à amplifier, le plus souvent au travers du chevalet.

## Principe
La surface des cordes des instruments à cordes étant petite, la vibration d'une corde ne peut produire qu'un son faible. En transmettant la vibration de la corde à une grande surface, le son produit est plus important, au prix d'un amortissement plus rapide de la vibration.
Il s'agit d'une feuille de bois très mince mesurant de un à quelques millimètres et étendue, faite généralement en épicéa « de résonance ». Dans certains instruments traditionnels, c'est une peau sous tension qui joue ce rôle. Des essais ont été faits avec d'autres matières, tels qu'une tôle, mais avec des succès mitigés.
Sur la majorité des instruments, la transmission de la vibration de la corde à la table est assurée par une angulation de la corde qui se fait au niveau d'un chevalet (l'arête du chevalet est légèrement éloignée de la table d'harmonie par rapport à la trajectoire qu'aurait la corde si elle était simplement tendue entre ses deux attaches), la tension des cordes faisant le reste. Cette disposition est facile à voir sur un violon, mais difficile sur un piano. Lorsque le chevalet est effondré, la corde ne fait plus d'angle et ne transmet presque plus de vibrations à la table, d'où une perte de son.
Sur les instruments sans chevalet (harpe), les cordes sont fixées directement sur la table.

## Disposition et fabrication
Comme la table d'harmonie est fixe sur son pourtour, le chevalet doit être placé le plus loin possible des bords afin d'agir sur une partie qui vibre facilement.
La table d'harmonie, si fine par rapport à son étendue, doit souvent être rigidifiée (ou « mise en tension ») par un barrage, c’est-à-dire des barres de bois collées sous la table (dans le cas du piano, on parle plutôt de côtes, le barrage étant la structure de l'instrument). Ce barrage, rarement visible sans démontage (violon) ou sans passer sous l'instrument (piano), constitue un élément fondamental dans la sonorité de l'instrument. Le plus souvent, c'était un secret jalousement gardé. La pression des cordes rigidifie aussi la table et un équilibre s'installe alors entre la force des barres d'un côté, la pression des cordes de l'autre. Ceci permet différentes approches quant aux propriétés acoustiques de la table.
La table d'harmonie du piano étant de forme complexe, il est souvent nécessaire de bloquer les vibrations dans un angle. Ceci est réalisé au moyen d'un « mouchoir », barre de bois rigide qui isole un triangle dans un coin de la table d'harmonie.

## Orifices
Dans de nombreux instruments, la table d'harmonie est percée d'orifices qui permettent à la caisse de ne pas être un espace clos, et donc à l'air qu'elle contient d'être en relation avec l'air extérieur. Ces orifices portent différents noms : rosace (de forme ronde) pour le luth, la guitare, le clavecin ; ouïes (en forme de « f » de partition) pour les violons, altos, violoncelles, contrebasses, et aussi pour les violes (en forme de « C »). Leur influence sur l'acoustique de l'instrument est probable mais mal connue. Ils servent à transformer la caisse de l'instrument en résonateur de Helmholtz pour aider l'amplification des graves. Sur les guitares électro-acoustiques, la rosace peut être remplacée par des trous plus petits appelés épaulettes.